# Toni Kallio
Pour les articles homonymes, voir Kallio.
Toni Kallio (né le 9 août 1978 à Tampere en Finlande) est un footballeur. 
Il évolue au poste de défenseur central ou latéral gauche. Il est très connu comme « The bonecrusher » parmi les supporters finlandais en raison de son style de jeu.

## Biographie

### Début de carrière
Toni Kallio commence sa carrière dans sa ville natale à TPV Tampere en Veikkausliiga, puis il fut prêté à FC Jazz Pori où il ne jouera qu'un seul match. 
En 2000, il rejoint le club géant finlandais le HJK Helsinki où il jouera pas moins de 123 matchs, marquera 17 buts et remportera 2 championnats plus une coupe de Finlande.

### Molde FK
En 2004, il rejoint Molde FK en Tippeligaen. Il remportera notamment avec le club une coupe de Norvège. Puis il décide de quitter le club pour conquérir l'Europe.

### BSC Young Boys
En 2007, il la Suisse et le club BSC Young Boys en Super League. Il devient très rapidement un des piliers de l'équipe et il jouera ainsi les 3 matchs face au Lokomotiv Moscou et marquera même un but.

### Fulham
En janvier 2008, il rejoint Fulham en Premierships ou il rejoint son ancien entraîneur de la sélection finlandaise et ses compatriotes Antti Niemi et Jari Litmanen.
Très peu utilisé dans le club londonien, il rejoint le 26 novembre 2009 le Sheffield United FC, pour un prêt d'un mois.

## Carrière internationale
Toni Kallio fait ses débuts en équipe de Finlande le 31 janvier 2000. Kallio compte un total de 48 sélections, la dernière remontant au 3 mars 2010 face à Malte.

## Palmarès
- Championnat de Finlande : 2002 et 2003 avec le HJK Helsinki.
- Coupe de Finlande : 2003 avec le HJK Helsinki.
- Coupe de Norvège : 2005 avec Molde FK.

## Parcours d'entraîneur
- août 2021-août 2023 :  FC Ilves